# 颗粒圆蟹
颗粒圆蟹（学名：Cycloes granulosa）为馒头蟹科圆蟹属的动物。分布于日本、夏威夷、安达曼、斯里兰卡、马尔代夫及拉克代夫群岛、台湾岛以及中国大陆的海南岛等地，生活环境为海水，常生活于30-100米水深的软沙底。